# Condado de Union (Carolina del Norte)
El condado de Union (en inglés: Union County, North Carolina), fundado en 1842, es uno de los 100 condados del estado estadounidense de Carolina del Norte. En el año 2000 tenía una población de 123 677 habitantes con una densidad poblacional de 5 personas por km². La sede del condado es Monroe.

## Historia
El condado fue formado en 1842 a partir de piezas del Condado de Anson y Condado de Mecklenburg. Su nombre fue un compromiso entre el Whig Party de Estados Unidos, que quería el nombre del nuevo condado de Henry Clay y el Partido Demócrata de Estados Unidos, que quería darle un nombre para la Andrew Jackson.

## Geografía
Según la Oficina del Censo, el condado tiene un área total de 1658 km² (640,2 mi²), de la cual 1650 km² (637,1 mi²) es tierra y 117 km² (45,2 mi²) es agua.

### Municipios
El condado se divide en nueve municipios: Municipio de Buford, Municipio de Goose Creek, Municipio de Jackson, Municipio de Lanes Creek, Municipio de Marshville, Municipio de Monroe, Municipio de New Salem, Municipio de Sandy Ridge y Municipio de Vance.

### Condados adyacentes
- Condado de Cabarrus norte
- Condado de Stanly norte-noreste
- Condado de Anson este
- Condado de Chesterfield sursureste
- Condado de Lancaster sudoeste
- Condado de Mecklenburg noroeste

## Demografía
En el 2000 la renta per cápita promedia del condado era de $50 638, y el ingreso promedio para una familia era de $56 197. El ingreso per cápita para el condado era de $21 978. En 2000 los hombres tenían un ingreso per cápita de $37 125 contra $26 577 para las mujeres. Alrededor del 8,10% de la población estaba bajo el umbral de pobreza nacional.

## Lugares

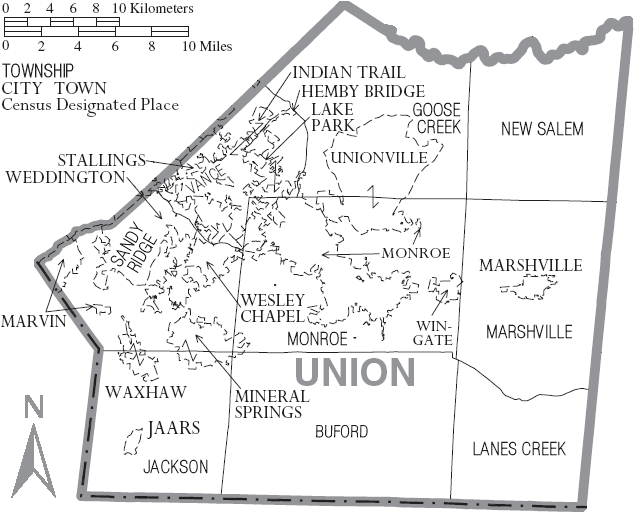
Mapa del Condado de Union en Carolina del Norte con sus municipios

### Ciudades y pueblos
- Fairview
- Hemby Bridge
- Indian Trail
- JAARS
- Lake Park
- Marshville
- Marvin
- Mineral Springs
- Monroe (Sede del condado y ciudad más grande)
- Stallings
- Unionville
- Waxhaw
- Weddington
- Wesley Chapel
- Wingate